# For My Dear...
「For My Dear...」（フォー・マイ・ディアー）は、日本の歌手・浜崎あゆみの4thシングル。1998年10月7日にavex traxより発売。2001年2月28日に12cmCDで再発売。

## 解説
売上 7.2万枚（再発売除く）。初のバラード曲。
プロデューサーの松浦勝人曰く、半年前の歌手デビューの時点で4枚目である本作までは完成しており、東京プリンの伊藤洋介の協力を得て森永製菓「メレンゲショコラ」のCMに起用された。歌手デビュー後としては初の本人出演CM曲となった（プロモーションビデオと連動）。

## 収録曲
1. For My Dear... "Original Mix" [4:33]
作詞：ayumi hamasaki / 作曲・編曲：Yasuhiko Hoshino
森永製菓「メレンゲショコラ」CMソング
2. For My Dear... "Acoustic Version" [4:34]
編曲：Akimitsu Homma
3. A Song for ×× "she shell REPRODUCTION" [4:56] ※再発盤(12cmCD)のみ
Remixed by she shell
4. FRIEND II "JAZZY JET MIX" [5:48] ※再発盤(12cmCD)のみ
Remixed by MOTSU from move
5. As if... "Dub's L.B.M Remix" [6:41] ※再発盤(12cmCD)のみ
Remixed by Izumi "D・M・X" Miyazaki
6. For My Dear... "Original Mix -Instrumental-" [4:33]
7. For My Dear... "Acoustic Version -Instrumental-" [4:34] ※再発盤(12cmCD)のみ

## 収録アルバム
- For My Dear...
  - 『A Song for ××』
  - 『A COMPLETE 〜ALL SINGLES〜』

## 収録ライブ映像
- For My Dear...
  - 『ayumi hamasaki PREMIUM COUNTDOWN LIVE 2008-2009 A』
    - 『A 50 SINGLES 〜LIVE SELECTION〜』